# Division Gamma
La Division Gamma est une équipe de super-héros créée par Marvel Comics. Elle est apparue pour la première fois dans Alpha Flight vol.1 #1, en 1983.

## Origines
Créée par le Département H, et liée à la Division Alpha, l'équipe officielle canadienne servant de réponse aux Vengeurs, la Division Gamma servait d'entrée dans la Division. On y plaçait de jeunes recrues n'ayant pas d'expérience. Un entraînement de base leur permettait alors de rejoindre la Division Béta, une escouade de réservistes.
Les premiers membres furent :
- Diamond Lil
- Madison Jeffries
- Smart Alec (en français, Génial Alec)
- Wild Child

Certains d'entre eux furent convaincus par Jerry Jaxon et Delphine Courtney de rejoindre la Division Oméga pour détruire James Hudson, le leader des Alphans.
Durant un temps, la Division Alpha travailla secrètement pour le comté d'Edmonton, Alberta. Le gouvernement créa alors une nouvelle équipe nationale, fortement contrôlée, et comprenant certains membres amnistiés de la Division Oméga, une équipe opposée à la Division Alpha.
- Némésis
- Wild Child
- Witchfire
- Silver
- Auric

La Division Gamma fut plus tard démantelée.